# كوبا أمريكا تحت 20 سنة 1964
كوبا أمريكا تحت 20 سنة 1964 (بالإسبانية: Campeonato Sudamericano Sub-20 de 1964)‏ هو الموسم 3 من كوبا أمريكا تحت 20 سنة. أشرف على تنظيمه كونميبول، وكان عدد الأندية المشاركة فيه 7، وفاز فيه منتخب الأوروغواي تحت 20 سنة لكرة القدم.